# 1431
Évszázadok: 14. század – 15. század – 16. század
Évtizedek: 1380-as évek – 1390-es évek – 1400-as évek – 1410-es évek – 1420-as évek – 1430-as évek – 1440-es évek – 1450-es évek – 1460-as évek – 1470-es évek – 1480-as évek
Évek: 1426 – 1427 – 1428 – 1429 –  1430 – 1431 – 1432 – 1433 – 1434 – 1435 – 1436

## Események

### Határozott dátumú események
- február 21. – Megkezdődik Jeanne d’Arc pere.[1]
- március 3. – IV. Jenőt pápává választják.[2]
- május 29. – A Poitiers-i Egyetem alapítása.[3]
- május 30. – Rouen-ban máglyán megégetik Jeanne d’Arc-ot.[4]
- július 1. – A La Higueruela-i csatában II. János kasztíliai király legyőzi a granadai mórokat.[5][6]
- november 9–18. –  Az illavai csatában(wd) a magyarok megverik a huszita sereget.[7]
- november 25. – Luxemburgi Zsigmondot Milánóban Itália királyává koronázzák.
- december 16. – Párizsban az angol régens Franciaország királyává koronáztatja VI. Henrik angol királyt.[4]

## Születések
- január 1. – VI. Sándor pápa († 1503)[8]
- I. Ercole Este Modena, Reggio és Ferrara hercege († 1505)
- François Villon – francia költő

## Halálozások
- február 20. – V. Márton pápa[9] (* 1369)
- május 30. – Jeanne d’Arc, vagy más néven (Szent Johanna)[4] (* 1412)